# 中東呼吸器症候群
中東呼吸器症候群（ちゅうとう こきゅうき しょうこうぐん、英: Middle East respiratory syndrome; MERS〈マーズ〉）は、MERSコロナウイルス (MERS-CoV) により引き起こされるウイルス性の呼吸器疾患。2012年に中東へ渡航歴のある症例から発見された新種のコロナウイルスによる感染症であり、イギリス・ロンドンで発見された。
日本では2014年7月16日に政令により指定感染症に指定された。2015年1月には二類感染症に指定され、全ての医師に対して、全ての患者の発生について保健所への届出が義務付けられた。
2015年には韓国でのアウトブレイク（後節参照）が発生したことから世界保健機関（WHO）は「緊急の注意を喚起する警告」を発した（緊急事態とはみなさなかった）。
2012年9月 - 2020年現在流行中。2019年11月時点で定患者は2494人、死者858人にのぼる。

## 感染源
サウジアラビアで発生したとされており、感染源（コウモリ起源ではあるが、中間宿主の存在が必要である）、感染方法はわかっていなかったが、2014年6月に感染源がヒトコブラクダであると報道された。
2020年現在では、ヒトコブラクダが保有宿主（感染源動物）であるとされ、ラクダとの接触や、ラクダの未加熱肉や未殺菌乳の摂取が感染リスクになると厚生労働省は発表している。

## 疾患

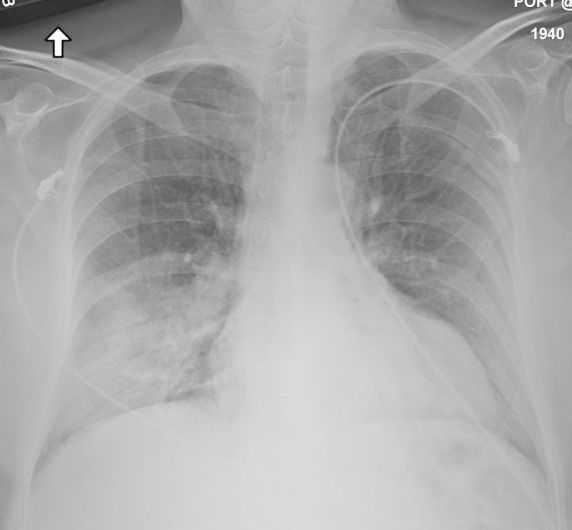
患者の胸部レントゲン画像

感染すると2日から14日の潜伏期を経たのち、無症状例から急性呼吸窮迫症候群 (ARDS) の重症例まである。病像は、発熱、咳嗽、肺炎、下痢などの消化器症、多臓器不全（特に腎不全）や敗血性ショックを伴う場合もある。高齢者及び糖尿病、腎不全などの基礎疾患を持つ者での重症化傾向がより高い。
MERS-CoVはヒトコブラクダに風邪症状を引き起こすウイルスで、ヒトに感染すると重症肺炎を引き起こすと考えられている。また脳炎、腎炎も発症したと言われる。

## 中東での流行
イギリス人4人・ドイツ人2人、フランス人2人が中東で感染した例がある。
家族内感染3人（ヒト-ヒト感染の疑い）と、状態良好で入院後2時間で死亡した11歳男児の事例がある。急速な病状の悪化だが、インフルエンザでは適切な投薬がない場合にこのような症例になることがある。
2013年5月14日現在、38人感染確認、20人死亡、死亡率53%。
2013年5月15日、WHOは、患者が入院したサウジアラビアの病院の2人（看護師と医療関係者）への「ヒト-ヒト感染」が初めて確認されたと発表した。合計で関係者21人（死者9人）が医療機関関係者の感染者となる。また、ヒト-ヒト感染は、イギリスで父子感染例がある。この時点で感染者40人、死者20人、死亡率50%になった。これは公式発表ではないが、パンデミック・フェーズ3に相当する。また複数の国家にまたがるのでフェーズ4に相当する可能性があるが、どこの国も旅行制限を出していない。新型インフルエンザの時に、パンデミック・フェーズにより対策を区別したことがあったが、フェーズの定義と実際の被害がかけ離れたために、WHOのチャン事務局長は「穏やかなパンデミック（mild pandemic）」と呼んだ。
2013年5月中旬に直接サウジアラビアで現地調査をしたWHOのフクダ事務局長補は、複数の国でまとまった感染例（クラスター）がありヒト-ヒト感染の可能性が高まっていると述べた。
2013年5月21日、チュニジア政府は、66歳のチュニジア人がMERS-CoVで死亡し、2人の子どもの感染を発表した（父と姉妹一人が、1週間前まで5週間のあいだサウジアラビア（メッカなど）とカタールに旅行していたという）。これで感染者44人、死者22人になる。
2019年においてもサウジアラビアにおいて14人が感染し、そのうち5人が死亡した。
WHOによれば2019年11月までに診断確定患者は2494人、死者858人。

## 診断
診断には下気道の検体を使うことが強く推奨されているほか、鼻咽頭と中咽頭の検体も使われており、その検体を使ってPCR検査が行われる。国立感染研究所ではLAMP法も導入された。
米国CDCでは、血清を使ったウイルス抗体検査（ELISA法、IFA法、中和抗体測定法）も同時に行われている。

## 予防
石鹸による手洗い、マスクの装着、ドアノブやスイッチやハンドルなどの人の触る所の消毒などが予防となる。洗っていない手で、目や鼻や口などの粘膜に触らないようにする必要がある。消毒は、消毒用エタノール、イソプロパノール、次亜塩素酸ナトリウムが推奨されている。
また、病人との接触は控えた方が良い。航空機などではサーモグラフィーによる体表温度スクリーニングが行われているが、韓国でのMERSの例では、MERS初期の発熱で38度以上の体温となることはそれほど多くなく、37.5度以上の体温上昇すらも起こらない場合のあることが確認されており、限界がある。家庭内でも密接接触による感染が起こりうるため、マスクをして2m以上距離を保つことが望ましい。
また、病人の排泄物からの感染に気をつける必要がある。フランスのMERS院内感染の例でも、排泄物等を経由した感染の可能性が報告されている。
感染者一人当たりの再生産数（感染させた人数）の平均を一人未満にしなければ流行は収束しないため、感染者に対する接触者追跡調査（コンタクトトレーシング）及び接触者の隔離が行われている。感染者に接触した可能性があり、MERS類似の症状が出た場合には、最寄りの保健所に電話相談する必要がある。なお、症状が無くともMERSに感染しているというケースも現れている。
2015年6月、京都府立大学大学院教授の塚本康浩らのグループが、MERSコロナウイルスに強く結合する抗体をダチョウの卵を使って大量精製することに成功。共同で研究を進めているアメリカ陸軍感染症医学研究所が検証を進め2015年6月の段階で韓国、米国に配布、スプレー剤として大量生産を開始した。抗体によって覆われたウイルスは人の細胞に侵入できなくなり、感染予防に大きな効果があり、抗体を使ったスプレー剤はマスクやドアノブ、手などに噴射すれば感染予防になると考えられている。

## 治療
治療法は確立していないため、対症療法となる。肺炎に対する抗炎症薬、下痢による脱水に対する補水、急性呼吸窮迫症候群 (ARDS) に対する人工呼吸、敗血症性ショックに対する輸液及び昇圧剤などが中心となる。また、二次感染の防止のために、抗生物質の投与が行われている。
致死率の高さにサイトカインストーム（高サイトカイン血症）の関与が疑われている。
動物実験において、リバビリン（抗ウイルス薬の一つ）とインターフェロンα2b（サイトカインの一種）の組み合わせが肺炎の発症を抑制するという報告がある。しかし、既に急性呼吸窮迫症候群となっていたエジプトでの5人の重症患者では、これらの組み合わせの投与での治療に失敗している。また、HIV薬のロピナビルや回復期患者の血漿、ポリクローナル抗体、モノクローナル抗体に効果がある可能性がある。WHOでは、2013年にMERS治療の選択肢としての回復期血漿や高い中和抗体の使用を議論するための招集を行ったものの、未だに臨床試験に基づくエビデンスは出ていない。WHO の Blood Regulators Network は、MERS治療のための血清・血漿の収集・使用の方針書を公開している。
セリンプロテアーゼ阻害剤の「カモスタット」が、培養細胞レベルで、コロナウイルスの活性化に使われるTMPRSS2を阻害し、MERSコロナウイルスの細胞内への侵入を防ぐことが見つかっている。また東京大学医科学研究所の研究によれば培養細胞レベルでカモスタットよりも「ナファモスタット」の方が阻害効果は高かった。
なお、日本に備蓄されている抗RNAウイルス薬のファビピラビル（商品名アビガン）は、ウイルス性肺炎の主要原因の一部であるインフルエンザウイルスやRSウイルスには対しては効果があるものの、MERSコロナウイルスに対しては情報が無いため効果は不明である。

## 流行事例

### 2012年-現在 中東
2012年9月、60歳のサウジアラビア男性患者が急性肺炎および腎不全により死亡した。オランダのエラスムス医学センターが遺伝子解析を行い、新型コロナウイルスと確定した。
同年9月、サウジアラビアに滞在していた49歳のカタール人男性患者からもコロナウイルス遺伝子が検出された。

### 2013年 イギリス
大規模感染の恐れについて、世界保健機関も注意を呼びかけている。

### 2015年 韓国
2015年5月4日、バーレーンに半月間滞在した68歳の韓国人男性が、MERSに感染とは知らずに大韓民国に帰国し、11日に発症、複数の病院（忠清南道牙山市屯浦面のソウル医院、京畿道平沢市の平沢聖母病院、ソウル特別市江東区千戸洞の365ヨルリン医院）で受診を行い、20日にMERSと確定し、韓国は中央防疫対策本部を設置した。他の病院では小規模な感染であったが、平沢聖母病院では大きな感染が起こり、韓国内で感染が広がった。
最初の感染者が入院した平沢聖母病院8階8104号室は、一つの病室を二つに分割したために排気口が存在しなかった。当初、韓国防疫当局は密接接触者（2m以内）のみを監視対象としていたが、8階の滞在者に感染が広がってしまった。原因は不明だが、エアコンによるエアロゾル形態のウイルスの拡散が疑われている。
5月26日、上記感染者に接触し、隔離対象であるはずの家族が、アシアナ航空723便（OZ723、機材はHL7789、乗員乗客166名）で香港へと飛んだ。香港国際空港到着時に発熱があり咳をしていたため、検疫官が「MERS患者と接触したか、MERS患者がいる病院に訪問したかどうか」などを尋ねたが、すべてを否定した。空港からバスで沙頭角を経由して広東省深圳市と恵州市へと移動した。その後恵州市で隔離され、中国国内でも航空機やバスの同乗者を含めた接触者追跡調査（コンタクトトレーシング）及び隔離が始まっている。29日、感染が確認された。なお、感染者を載せたアシアナ航空機は、28日まで消毒しないままフライトを行っており、27日には名古屋の中部国際空港、中国の大連・長沙でも発着している。
6月2日の報道では、韓国で25人が感染していて（死者2人を含む）、これは中東地域以外での最大感染者数であり、3次感染者も出始めている。韓国では臨時休業を行う学校が増え、6月4日には1000校を越えた。感染者との接触の可能性がある人の自宅隔離が行われているが、自宅隔離を無視してゴルフ場へ出かける人も現れており、韓国人の市民意識の低さが問題となっている。
6月5日、韓国保健福祉部長官は、不安解消のために大きな感染の起きた平沢聖母病院の名前を公開し、病院訪問者に対し相談窓口を設けた。同日、全羅北道淳昌郡の村で、自宅隔離を守らずに平沢市から帰ってきて多くの村民と接した感染疑い患者がMERS陽性と確認され、その村全体が危険地域に指定され、出入りが禁じられ隔離されることとなった。なお、この患者と接触したとされ、淳昌郡で自宅隔離を要求された医師夫婦は、6月6日韓国からフィリピンへ出国し、翌7日に帰国した。2人は保健当局から隔離の通知を受けたことさえなくて、メディアで初めて患者と接触したことを知ったと主張した。
6月6日、京畿道富川市は、京畿道保健環境研究院の予備検査で非隔離対象者にMERS陽性反応が出たと発表し、韓国国立保健環境研究院で疫学調査を行った。
台湾では、ソウルを感染症警戒地域に指定し、住民に対し、現地医療機関への出入りの自粛を求めている。ベトナムでは、住民に対し、感染地域への旅行の自粛を求めている。ロシア、UAE、香港、マカオも渡航自粛を勧告した。
6月14日、釜山広域市で初めての死者が出た。同日、隔離対象者の1人が12日に隔離室の扉を破壊し、病院から逃げ出したことも明らかにした。この対象者はのち、MERS陽性と認定された。また、この患者は潜伏期間内の6月5日から6月8日までに家族・友人9人とともに済州島の西帰浦で旅行したことも判明したため、現地のホテル・観光地の職員や患者が利用した航空会社の社員に対して隔離措置を取らざるを得ない
6月15日、韓国政府は日本人を含む外国人が隔離対象者に含まれていることを発表した。
6月20日、大邱において、MERS患者が発症後の6月13日に利用した公衆浴場の利用者の追跡調査（コンタクトトレーシング）が進んでいるが、6月20日時点で、監視カメラで確認された266人のうち103人の身元が判明していない。
6月22日、隔離解除後に発症する患者が現れるので、潜伏期間の設定に疑問を呈する意見も出てきた。また、当日から韓国に入国した外国人は自動的に韓国政府の支援を得る「外来観光客対象MERS補償保険」の適用を受けることになった。その内容とは「韓国に入国した外国人が20日以内にMERS陽性反応が出れば500万ウォン（約55万円）の治療補償金、感染が確定してから20日以内に死亡すれば最大1億ウォン（約1100万円）の補償金を受け取れる」というものである。
10月12日、韓国保健福祉省は感染後に陰性と判定された男性1人が再発したと公表した。
韓国では、MERSの流行に便乗して、消毒作用の無い偽造消毒薬の流通が起きており（偽造ラベルの印刷を依頼された印刷所が警察に通報して発覚）、韓国警察がECサイトで販売された偽造消毒薬の回収を行っている。
なお韓国政府は、MERS患者の周辺にいた感染可能性のある人物の追跡を諦め、「自己申告」に頼ることを決定。これにより見かけ上、隔離対象者は減ったが、感染の経路や実際の感染者数が不明確となっている。

## 受け入れ病院
MERSは日本では2015年より二類感染症となっているため、特定感染症指定医療機関、第一種感染症指定医療機関及び第二種感染症指定医療機関でのみ受け入れ可能となっている。厚生労働省は、二次感染を抑えるために、原則としてMERS患者の陰圧室への入院を求めている。
韓国では、MERS患者を伝染病隔離指定病院で受け入れたが、それは全部で17ヶ所105床しか存在しなかった。2015年当時の韓国では、陰圧室のない医療機関もMERS疑い患者の診療病院に指定された。また、当時の韓国ではレベルDの防護服を使用していたが、着脱のルールが守られておらず、防護服を着た看護師にも感染が起こった。防護服の数も足りていなかった。

## 名称の問題
世界保健機関は、正式名称の「中東呼吸器症候群（MERS）」の名前を批判している。感染地域は中東に限定されず、韓国なども含まれており、地理的に限定できないことも背景にある。WHOのヒト感染症・ウイルスの『名称決定についてのガイドライン』（2015年）では、「地理的な位置、人名、動物や食品の名前、特定の文化や産業の名前は含まれるべきではない」と定めている。